# Aloba
Aloba là một chi bướm đêm thuộc họ Geometridae.

## Các loài
- Aloba cinereus (Bartlett-Calvert, 1893)